# Raoul Heide
Raoul Louis Heide (París, 13 de octubre de 1888-Sartrouville, 21 de febrero de 1978) fue un deportista noruego que compitió en esgrima, especialista en la modalidad de espada. Ganó una medalla de oro en el Campeonato Mundial de Esgrima de 1922, en la prueba individual.

## Palmarés internacional
| Campeonato Mundial | Campeonato Mundial | Campeonato Mundial | Campeonato Mundial |
| Año                | Lugar              | Medalla            | Prueba             |
| ------------------ | ------------------ | ------------------ | ------------------ |
| 1922               | París (Francia)    | Medalla de oro     | Espada individual  |